# Azana anomala
Azana anomala är en tvåvingeart som först beskrevs av Rasmus Carl Staeger 1840.  Azana anomala ingår i släktet Azana och familjen svampmyggor. Arten är reproducerande i Sverige. Inga underarter finns listade i Catalogue of Life.